# Patara Janchali
Patara Janchali (en georgiano: პატარა ხანჩალი; en armenio: Փոքր Խանչալի, romanizado: Pvokr Janchali) es un pueblo de Georgia ubicado en el suroeste de la región de Mesjetia-Yavajetia, siendo parte del municipio de Ninotsminda.  

## Geografía
Patara Janchali se encuentra en la meseta de Yavajetia, al suroeste del lago Janchali y a 6 km de Ninotsminda. La aldea se administra desde el pueblo de Didi Janchali.

## Historia
Los habitantes son armenios que se mudaron aquí en los años 1829-1830 desde el pueblo de Dinarigom (hoy Muratgeldi) en la provincia de Erzurum. En 1918, los turcos también se establecieron en el pueblo.

## Demografía
La evolución demográfica de Patara Janchali entre 2002 y 2014 fue la siguiente:
| 706                                             | 554 |
| (Fuente: Population of Georgia in Soviet times) |     |

Según los datos del censo de 2014, los armenios son el 99,3 % de la población local.

## Infraestructura

### Arquitectura, monumentos y lugares de interés
La iglesia de San Jacobo se encuentra en la aldea.

### Educación
En el pueblo de Patara Janchali hay una escuela.

## Cultura

### Festividades
El pueblo celebra la fiesta de las flores (en georgiano: ყვავილების დღესასწაული) la primera semana de junio, que se asocia a la llegada del verano. En este día, los jóvenes van al campo en grupos a recoger flores. Atan coronas de amor con flores, que distribuyen a los jóvenes e invitados a celebrar este día en el pueblo.